# Victor McLaglen
Victor Andrew de Bier Everleigh McLaglen (født 10. december 1886, død 7. november 1959) var en britisk-amerikansk filmskuespiller.

## Før Hollywood
McLaglen var en ældre bror til skuespiller Cyril McLaglen. McLaglen løb hjemmefra i en alder af fjorten år for at blive en del af den britiske hær for at kæmpe i den Anden Boerkrig. Men til sin irritation blev han stationeret ved Windsor Castle, og senere blev han tvunget til at forlade hæren, da hans rette alder blev opdaget.
Fire år senere flyttede han til Canada, hvor han tjente som en bryder og sværvægtbokser, med flere imponerende sejre i boksingen. Mellem kampene turnerede McLaglen med et cirkus og tilbød $25 til den der kunne gå tre runder imod ham i ringen.
McLaglen vendte tilbage til England i 1913 og under 1. Verdenskrig var han kaptajn for Den Kongelige Prinsesse af Wales. Han fortsatte boksningen og blev udnævnt til sværvægtsmester i den britiske hær i 1918. Efter 1. verdenskrig begyndte han at tage roller i britiske stumfilm.

## Filmkarriere
McLaglens karriere tog en overraskende tur i 1920, da han flyttede til Hollywood. Han blev en populær karakterskuespiller, med en særlig evne til at spille fædre. Flere gange spillede han roller som irer, hvilket betød, at mange filmfans fejlagtigt antog at han var irsk snarere end engelsk.
Højdepunktet i McLaglens karriere var en Oscar for bedste mandlige hovedrolle for sin rolle i Forræder (1935), baseret på en roman af Liam O'Flaherty. I slutningen af sin karriere blev han nomineret igen, denne gang Oscar for bedste mandlige birolle, da han spillede overfor John Wayne i filmen Den tavse mand (1952). McLaglen har fået en stjerne på Hollywood Walk of Fame.

## Privatliv
McLaglen var gift tre gange. Hans første ægteskab var hos Enid Lamont i 1919. Parret fik en datter, Sheila, og en søn, Andrew, som senere arbejdede som instruktør. McLaglens kone døde efter en rideulykke i 1942. Hans andet ægteskab var hos Suzanne M. Brueggeman, hvis ægteskab varede fra 1943 til 1948. McLagels tredje og sidste ægteskab var med Margaret Pumphrey, som han giftede sig fra 1948 til sin død. McLaglen døde af et hjerteanfald i 1959. Dengang var han blevet en amerikansk statsborger. McLaglen blev begravet på Forest Lawn Memorial Park i Glendale, Californien.

## Filmografi (udvalg)
- 1928 – En Pige i hver Havn
- 1936 – Klondike Annie
- 1952 – Den tavse mand